# Novaja Zemlja-i rénszarvas
A Novaja Zemlja-i rénszarvas (Rangifer tarandus pearsoni) az emlősök (Mammalia) osztályának párosujjú patások (Artiodactyla) rendjébe, ezen belül a szarvasfélék (Cervidae) családjába tartozó rénszarvas (Rangifer tarandus) egyik eurázsiai alfaja.

## Előfordulása
A Novaja Zemlja-i rénszarvas egyike az Oroszországban előforduló alfajoknak. Amint neve is mutatja, ez a szarvas Novaja Zemlja nevű szigeteken található meg.
A Természetvédelmi Világszövetség (IUCN) adatai szerint, ebből a rénszarvasalfajból, már csak 1000 felnőtt példány létezik.